# Politodorcadion archalense
Politodorcadion archalense là một loài bọ cánh cứng trong họ Cerambycidae.